# Campeonato Europeo de Rugby League 2009
El Campeonato Europeo de Rugby League de 2009 fue la vigésimo octava edición del principal torneo europeo de Rugby League.

## Equipos
- Escocia
- Gales
- Irlanda
- Italia
- Líbano
- Serbia

## Posiciones

### Grupo A
| Equipo  | Encuentros | Encuentros | Encuentros | Encuentros | Tantos  | Tantos    | Tantos     | Puntos |
| Equipo  | jugados    | ganados    | empatados  | perdidos   | a favor | en contra | diferencia | Puntos |
| ------- | ---------- | ---------- | ---------- | ---------- | ------- | --------- | ---------- | ------ |
| Escocia | 2          | 2          | 0          | 0          | 126     | 10        | 116        | 4      |
| Líbano  | 2          | 1          | 0          | 1          | 96      | 22        | 74         | 2      |
| Italia  | 2          | 0          | 0          | 2          | 0       | 190       | -190       | 0      |

Nota: Se otorgan 2 puntos al equipo que gane un partido, 1 al que empate y 0 al que pierda.

### Grupo B
| Equipo  | Encuentros | Encuentros | Encuentros | Encuentros | Tantos  | Tantos    | Tantos     | Puntos |
| Equipo  | jugados    | ganados    | empatados  | perdidos   | a favor | en contra | diferencia | Puntos |
| ------- | ---------- | ---------- | ---------- | ---------- | ------- | --------- | ---------- | ------ |
| Gales   | 2          | 2          | 0          | 0          | 130     | 20        | 110        | 4      |
| Irlanda | 2          | 1          | 0          | 1          | 94      | 42        | 52         | 2      |
| Serbia  | 2          | 0          | 0          | 2          | 8       | 170       | -162       | 0      |

### Quinto puesto
| 8 de noviembre | Italia | 42 - 14 | Serbia |  |  |

### Tercer puesto
| 8 de noviembre | Líbano | 40 - 16 | Irlanda |  |  |

### Final
| 5 de noviembre | Escocia | 16 - 28 | Gales |  |  |

| Bandera de Gales |
| Campeón Gales    |
| Quinto título    |